# Charlton House
Charlton House è una villa giacobiana dell'omonima area del borgo di Greenwich, in Inghilterra, nel Regno Unito.

## Storia

### Seicento
Charlton House fu costruita fra il 1607 e il 1612 per volere di Sir Adam Newton, ricordato per essere stato decano di Durham e tutore del principe Enrico Federico Stuart, figlio di Giacomo I, e fratello maggiore del futuro Carlo I. Il Palace of Placentia si trovava nelle immediate vicinanze, e vi viveva la madre del principe Enrico. Nonostante ciò, questi  morì non appena la casa fu terminata. Newton divenne ricevitore generale, abbandonò la sua carica di decano, e nel 1620 ottenne il titolo di baronetto.
Il diarista John Evelyn, che aveva visitato Charlton House e conosceva bene Sir Henry, figlio di Newton, dichiarò che la villa era stata costruita per il principe. A causa dei legami di corte che aveva Sir Adam, si è spesso sostenuto che il progettista della casa fosse stato John Thorpe, uno dei primi veri architetti professionisti inglesi, il quale aveva operato come impiegato dei lavori pubblici per il Palace of Placentia della vicina Greenwich. Thorpe aveva lasciato l'Office of Works nel 1601 per gestire un'attività privata.
Lo scrittore Giacomo Castelvetro soggiornò a Charlton e nel 1613 scrisse un trattato sulla frutta e la verdura.
Adam Newton morì nel 1629, e i suoi esecutori testamentari Peter Newton e l'architetto scozzese David Cunningham di Auchenharvie furono incaricati di ricostruire la chiesa di Saint Luke a Charlton.
Nel 1629, Anne Halkett si sposò a Charlton House. La cerimonia nuziale fu condotta nel ripostiglio del cognato Sir Henry Newton da Mr Robert Gale, cappellano della contessa del Devonshire Christian Cavendish.
Nel 1658 la tenuta fu acquistata da Sir William Ducie; alla sua morte, giunta nel 1680, essa divenne di Sir William Langhorne.

### Settecento e Ottocento
Nel 1715, Charlton House passò al nipote di Longhorne Sir John Conyers. Nel 1877, quando apparteneva a Sir Thomas Maryon Wilson, Norman Shaw fece aggiungere un'ala.

### Novecento
Durante la prima guerra mondiale, Charlton House divenne il quartier generale della British Red Cross di Greenwich e Woolwich. Dal momento che, alla fine della guerra, gli ospedali di Londra non riuscivano a far fronte al numero dei feriti, Sir Spencer e Lady Maryon Wilson diedero alla Red Cross l'edificio, che venne riadattato ad ospedale ausiliario dal 14 ottobre 1918 al 30 aprile 1919. All'epoca, la struttura ospedaliera contava circa 70 posti letto.
Nel 1925 Sir Spencer vendette la casa e i terreni al Borgo metropolitano di Greenwich. La cappella interna fu danneggiata nel corso dei bombardamenti aerei nazisti (1940-1) e successivamente ricostruita. Un tempo sede di un museo e di una biblioteca, la Charlton House ospita oggi un centro sociale.

## Descrizione

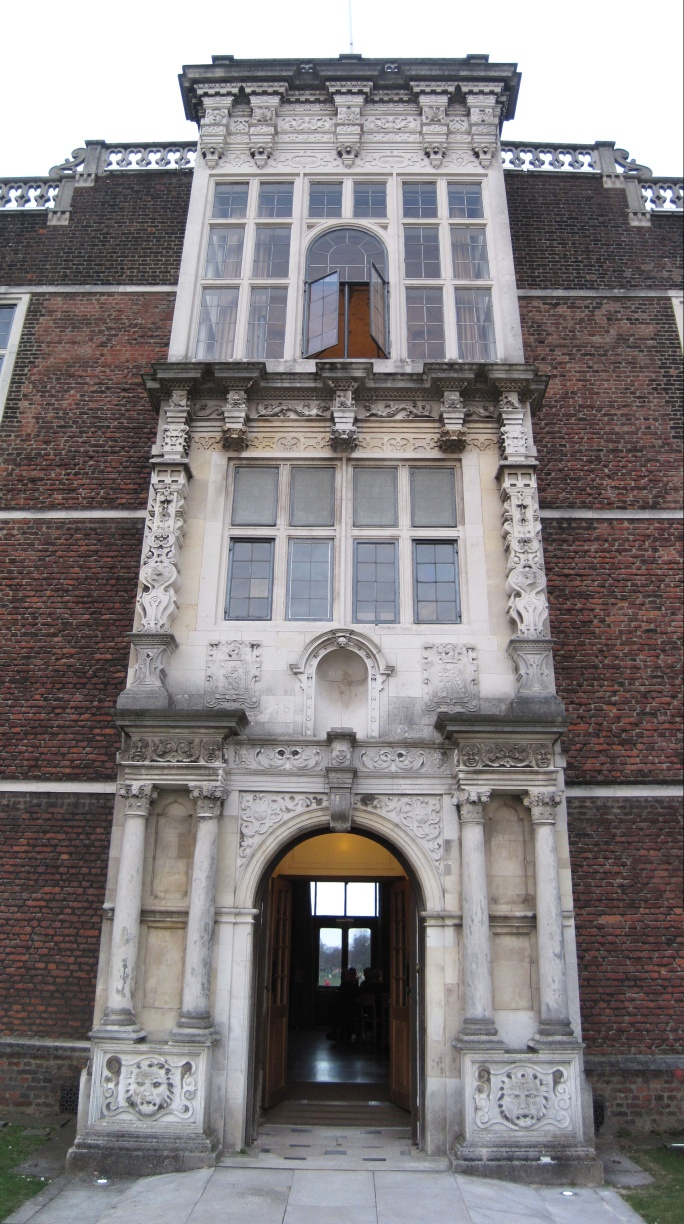
L'ingresso di Charlton House

La struttura è in mattoni rossi, presenta un rivestimento in pietra, e ha una pianta ad "H". Al suo interno sono presenti scalinate lignee d'epoca, stanze e soffitti ricchi di ornamenti, e camini.
Nella Charlton House sono disseminati vari simboli nobiliari, fra cui le piume del Principe di Galles sopra la porta est della sala e nel salone, dove c'è anche il monogramma reale "JR" (indicante Giacomo I); lo stemma reale degli Stuart nella cosiddetta west bay; e il motto dell'Ordine della Giarrettiera e del Principe di Galles Ich Dien ("Io servo" in lingua tedesca) nella east bay.
All'esterno dell'edificio permangono pochi resti delle vecchie aree di svago, e una breve sezione di ha-ha. La casa-giardino della Charlton House viene attribuita, anche se non all'unanimità, all'architetto Inigo Jones. Accanto ad essa vi è un gelso nero fatto piantare nel 1608 su ordine di Giacomo I e che, stando alla tradizione, sarebbe il più antico della sua specie nel Paese. Oggi la pianta fa parte dei Great Trees of London.